# Paul Mason (voetballer)
Paul Mason (Liverpool, 3 september 1963) is een voormalig voetballer. Hij speelde als jeugdspeler voor Everton FC, maar wist  de stap naar het eerste niet te maken. Vervolgens liep hij een proefstage bij Manchester City en Tranmere Rovers maar kwam tot de conclusie dat hij net tekortkwam voor het hoogste niveau.
Na het mislukken van zijn voetbalcarrière in Engeland ging Mason werken in de bouw. Als bouwvakker kwam hij naar Groningen waar hij door de plaatselijke FC werd ontdekt toen hij bij amateur club VVK in Groningen speelde. FC Groningen bood hem een contract aan, waarna Mason uitgroeide tot een van de populairste spelers in het Oosterparkstadion.
In 1988 maakte hij een overstap naar Schotland en ging voor Aberdeen F.C. spelen. Na vijf jaar met Aberdeen keerde hij terug naar Engeland en speelde nog vijf jaar bij Ipswich Town F.C..